# 方天
方 天（ほう てん、中国語: 方天; 拼音: Fāng Tiān; ウェード式: Fang T'ien、1902年7月9日 - 1991年4月24日）は、中華民国（台湾）の軍人。国民革命軍の指揮官として北伐、日中戦争、国共内戦などに参戦し、また、陳誠の側近とされる。字は天逸。号は空如。

## 事跡
省立贛州第四中学を卒業後、1924年（民国13年）に黄埔軍官学校第2期工兵科に入学し、翌年卒業した。卒業前後から第1次・第2次東征（陳炯明討伐）や劉震寰・楊希閔討伐に従軍している。その後国民革命軍に加入し、北伐にも従軍した。
1929年（民国18年）1月、方天は第3師特別党部執行委員に就任した。1930年（民国19年）に第18軍第14師第81団団長に昇進し（第18軍軍長は陳誠）、同年冬から陸軍大学正則班第11期生となる。在学中の1934年（民国23年）2月に陸軍大学特別党部第1期監察委員候補を務め、翌年に卒業した。1936年（民国25年）、方天は第14師第40旅旅長に昇進し、さらに広東省に移駐して第18軍軍士教導総隊総隊長を兼任している。翌年5月、陸軍少将銜を授与され、第11師副師長に昇進した。
日中戦争（抗日戦争）が勃発すると、方天は上海方面での日本軍迎撃に参加した。1938年（民国27年）夏、第185師師長に昇進し、武漢防衛戦（日本側呼称：武漢作戦）に参戦している。さらに1940年（民国29年）5月、棗宜会戦（日本側呼称：宜昌作戦）に参戦し、同年12月には第18軍軍長兼宜巴要塞区守備司令に昇進した。1943年（民国32年）5月、鄂西会戦（日本側呼称：江南殲滅作戦）に参戦し、同年8月には昆明に移駐して第54軍軍長となった。9月には第11集団軍副総司令も兼ねている。1944年（民国33年）4月、第20集団軍副総司令に移る。同年8月には国民政府軍政部軍務司司長に任ぜられ、翌年1月、軍政部軍務署署長となった。
1946年（民国35年）6月、方天は国防部第5庁庁長に任ぜられ、国民革命軍の編制・装備・訓練を主管した。同年11月、参謀次長代理に任ぜられ、さらに翌1947年（民国36年）4月には参謀次長に正式に任ぜられ、参謀部長陳誠を補佐している。1948年（民国37年）8月、国防部中央訓練団第1陸軍訓練処処長に任ぜられ、9月には長沙綏靖公署副主任を兼任、陸軍中将銜を授与された。1949年（民国38年）1月、江西省政府主席兼江西綏靖公署主任に任ぜられる。6月には贛州指揮所主任、8月には華中軍政長官公署政務委員会委員も兼任した。同年末、国共内戦での完全な敗北が決まり、台湾に逃亡している。
台湾での方天は、台湾革命実践研究院第25期を受講し、その後、総統府戦略顧問委員会委員、国防部参議を歴任した。1964年（民国53年）8月、国防会議動員計画局副局長に任ぜられ、1967年（民国56年）3月には国家安全会議国家総動員委員会副主任を務めた。中国国民党でも第11期から第13期の中央評議委員会委員を務め、また、国民大会代表にもなっている。
1991年（民国80年）4月24日、台北市にて死去。享年90（満88歳）。